# 올라 칼레니우스
스텐 올라 켈레니우스(Sten Ola Källenius, 1969년 6월 11일~)는 스웨덴 기업 임원이다. 그는 메르세데스-벤츠 그룹의 이사회 의장이자 메르세데스-벤츠의 CEO이다. 두 직책 모두에서 최초의 비독일인이다.

## 같이 보기
- 다임러 AG
- 디이터 제체